# Sorex hosonoi
Sorex hosonoi — вид роду мідиць (Sorex) родини мідицевих.

## Поширення
Країни поширення: Японія. Живе на висотах від 900 до 2900 м над рівнем моря. Населяє луки, чагарники і хвойні ліси в субальпійському й альпійських середовищах проживання, рідко зустрічається в лісах на більш низьких висотах.

## Звички
Харчується в основному безхребетними. Відтворення відбувається з травня по жовтень, з піком влітку. Дає до 3 виводків на рік, з 3–8 (частіше 5–6) дитинчатами в кожному.

## Загрози та охорона
Зустрічається в основному на висоті понад 1000 м над рівнем моря, і таким чином, в даний час є мало серйозних загроз. Проте, людське вторгнення і розвиток туристичних об'єктів, таких, як гірськолижні курорти, може бути локалізованими загрозами. Конкуренція з Sorex shinto може бути проблемою. Оскільки вид обмежується гірськими районами проживання, він може постраждати від змін клімату в майбутньому. Цей вид був записаний з кількох національних парків і охоронних територій.